# إيمي هاريسون
إيمي هاريسون (بالإنجليزية: Amy Harrison)‏ (21 أبريل 1996 في أستراليا - ) هي لاعبة كرة قدم أسترالية في مركز الدفاع. شاركت مع منتخب أستراليا لكرة القدم للسيدات. أما مع النوادي، فقد لعبت مع سيدني إف سي ‏.

## وصلات خارجية
- إيمي هاريسون على موقع الاتحاد الدولي (مؤرشف)  (الإنجليزية)
- إيمي هاريسون على موقع قاعدة بيانات كرة القدم.إي يو (الإنجليزية)
- إيمي هاريسون على موقع Soccerway.com (الإنجليزية)